# 瑞士联邦经济事务部
瑞士联邦经济事务部（英语：Federal Department of Economic Affairs, Education and Research，法语：Département fédéral de l'économie, de la formation et de la recherche，德语：Eidgenössisches Departement für Wirtschaft, Bildung und Forschung) ，是瑞士联邦政府所属的七个部之一，瑞士联邦委员会的七名成员之一的经济部长负责本部门工作。

## 更名经过
瑞士联邦经济事务部在历史上曾经数次易名，自1848年初次设立至今，具体情况如下：
- 1848年-1872年：贸易与海关部
- 1873年-1878年：铁道与贸易部
- 1879年-1887年：贸易与农业部
- 1888年-1895年：工业与农业部
- 1896年-1914年：贸易、工业与农业部
- 1915年-1978年：经济事务部
- 1979年至今：联邦经济事务部

## 主要职责
联邦经济事务部有超过2000名工作人员。部门主要职责是为雇主和企业家，为中小型企业以及大型跨国公司提供最佳的投资工作条件。联邦经济事务部还是监督瑞士经济政策及其执行情况，以提高瑞士的全球竞争力的部门。

## 组成部门
瑞士联邦经济事务部由以下部门组成：
- 瑞士联邦经济事务部
  - 联邦经济事务部总秘书处
    - 消费者事务局
    - 执法警察

  - 国家经济事务秘书处（总局）
    - 联邦经济事务部综合办公室

  - 联邦职业教育与技术局
  - 联邦农业局
    - 联邦农业研究院

  - 联邦兽医局
    - 病毒学和免疫预防研究所

  - 联邦全国经济保障局
  - 联邦住房局
  - 国家教育、研究和创新秘书处

独立机构：
- 价格控制局
- 竞争委员会